# نواف الحملي
نواف الحملي (مواليد 1978 م) هو فنان تشكيلي كويتي من الفنانين الذين برزوا مؤخرا على الساحة التشكيلية ويميل في أعماله إلى المدرسة السريالية والمدرسة الواقعية بالإضافة إلى المدرسة الرمزية، كما يعد من الفنانين الذين ترتكز أعمالهم دوما على أسس وقواعد أكاديمية وأفكار مستوحاة من الخيال والبيئة المحيطة به.

## المؤهلات والتدريب
- هندسة طيران (الكترونات) - جامعة أكسفورد المملكة المتحدة.
- الإشراف على دورات صيفية في معهد الفنون التشكيلية الأهلي للتدريب والهيئة العامة للشباب والرياضة.

## المشاركات
- المعرض السنوي لمعهد الفنون التشكيلية الأهلي للتدريب، 2005 إلى 2007.
- معرض مهرجان القرين الثقافي من 2005 إلى 2011.
- معرض العيد الوطني 25 وعيد التحرير 15- الفنون الصغيرة 2006.
- المعرض الصيفي الثالث والرابع 2006 – 2007.
- معرض الشباب التشكيلي الأول والثاني والثالث 2006 -2008.
- بينالي الخرافي الدولي 2006.
- معرض الجمعية الكويتية لحقوق الإنسان 2006.
- معرض ملتقى اوفياء جابر الأول، فبراير 2007 برعاية www.jaberna.com.
- ألاسبوع الثقافي الكويتي في الجزائر، معرض مقتطفات من الفن التشكيلي الكويتي 2007.
- معرضي مهرجان الكويت للابداع التشكيلي، فبراير 2007 – فبراير 2008.
- معرض تعارف مجموعة سامي محمد- قاعة بوشهري 2007.
- المساهمة ببعض الأعمال في الذكرى السنوية لوفاة الشيخ جابر الأحمد الجابر الصباح والمناسبة الثانية لتولي الشيخ صباح الأحمد الجابر الصباح مقاليد الحكم في برنامج رايكم شباب- قناة الراي، 2008.
- معرض مجموعة بلاك آند وايت الأول والثاني والثالث- بيت لوذان 2008-2011.
- معرض الربيع التشكيلي الثاني والثالث 2008-2009.
- المعرض الصيفي 2008.
- معرض سوق شرق ضمن فعاليات مهرجان هلا فبراير 2009.

## الجوائز
- جائزة عيسى صقر الإبداعية، مهرجان القرين السابع عشر 2010/2011.
- جائزة عيسى صقر الإبداعية، مهرجان القرين السادس عشر 2009/2010.
- جائزة معرض الربيع التشكيلي الثاني 2008-2009.
- جائزة عيسى صقر الإبداعية، مهرجان القرين الخامس عشر 2008/2009.
- جائزة العمل المميز – معرض الشباب الثاني والثالث 2007/2008..
- جائزة الفنان عبد الله الجيران للفنانين الشباب المتميزين، 2008.

## المقتنيات
- سمو أمير البلاد، الشيخ صباح الأحمد الجابر الصباح.
- الشيخ ضاري الفهد الاحمد الصباح.
- الشيخة فضيلة العذبي الصباح.
- المجلس الوطني للثقافة والفنون والآداب.
- الصندوق الكويتي للتنمية الاقتصادية العربية.
- مقتنيات أخرى متعددة لدى عدد من الشخصيات المرموقة ومتذوقي الفن.